# Megabiston plumosaria
Megabiston plumosaria är en fjärilsart som beskrevs av John Henry Leech 1891. Megabiston plumosaria ingår i släktet Megabiston och familjen mätare. Inga underarter finns listade i Catalogue of Life.